# Élections législatives de 1962 dans la Sarthe
Les élections législatives françaises de 1962 se déroulent les 18 et 25 novembre 1962. Dans le département de la Sarthe, cinq députés sont à élire dans le cadre de cinq circonscriptions.

## Élus
| Circonscription | Député sortant      | Parti | Parti    | Député élu ou réélu | Parti | Parti   |
| --------------- | ------------------- | ----- | -------- | ------------------- | ----- | ------- |
| 1re             | Jean-Yves Chapalain |       | UNR      | Jean-Yves Chapalain |       | UNR-UDT |
| 2e              | Fernand Poignant    |       | Soc.ind. | Robert Manceau      |       | PCF     |
| 3e              | Raymond Dronne      |       | UNR      | Albert Fouet        |       | Radsoc  |
| 4e              | Joël Le Theule      |       | UNR      | Joël Le Theule      |       | UNR-UDT |
| 5e              | Michel d'Aillières  |       | CNIP     | Michel d'Aillières  |       | CNIP    |

## Résultats

### Résultats à l'échelle du département
| Parti          | Parti                                          | Premier tour | Premier tour | Second tour | Second tour | Sièges |
| Parti          | Parti                                          | Voix         | %            | Voix        | %           | Sièges |
| -------------- | ---------------------------------------------- | ------------ | ------------ | ----------- | ----------- | ------ |
|                | Union pour la nouvelle République (UDT)        | 72 702       | 44,34        | 52 877      | 39,02       | 2      |
|                | Majorité présidentielle                        | 72 702       | 44,34        | 52 877      | 39,02       | 2      |
|                |                                                |              |              |             |             |        |
|                | Centre national des indépendants et paysans    | 14 196       | 8,66         | 19 507      | 14,40       | 1      |
|                | Mouvement républicain populaire                | 6 377        | 3,89         | Retrait     | Retrait     | 0      |
|                | Centre démocratique                            | 20 573       | 12,55        | 19 507      | 14,40       | 1      |
|                |                                                |              |              |             |             |        |
|                | Parti communiste français                      | 36 189       | 22,07        | 32 981      | 24,34       | 1      |
|                | Parti radical                                  | 11 468       | 6,99         | 17 348      | 12,80       | 1      |
|                | Socialistes indépendants                       | 9 544        | 5,82         | 9 937       | 7,33        | 0      |
|                | Section française de l'Internationale ouvrière | 8 309        | 5,07         | Retrait     | Retrait     | 0      |
|                | Extrême droite                                 | 3 719        | 2,27         | 2 855       | 2,11        | 0      |
|                | Parti socialiste unifié                        | 1 473        | 0,90         |             |             | 0      |
|                |                                                |              |              |             |             |        |
| Inscrits       | Inscrits                                       | 262 763      | 100,00       | 208 899     | 100,00      | 5      |
| Abstentions    | Abstentions                                    | 92 134       | 35,06        | 67 000      | 32,07       |        |
| Votants        | Votants                                        | 170 629      | 64,94        | 141 899     | 67,93       |        |
| Blancs et nuls | Blancs et nuls                                 | 6 652        | 3,9          | 6 394       | 4,51        |        |
| Exprimés       | Exprimés                                       | 163 977      | 96,1         | 135 505     | 95,49       |        |

### Résultats par circonscription

#### Première circonscription (Le Mans - Fresnay-sur-Sarthe)
| Candidat              | Candidat                          | Parti          | Premier tour | Premier tour | Second tour | Second tour |  |
| Candidat              | Candidat                          | Parti          | Voix         | %            | Voix        | %           |  |
| --------------------- | --------------------------------- | -------------- | ------------ | ------------ | ----------- | ----------- |  |
|                       | Jean-Yves Chapalain sortant réélu | UNR-UDT        | 16 616       | 49,64        | 22 007      | 67,46       |  |
|                       | Jacques Dubois                    | MRP            | 6 377        | 19,05        | Retrait     | Retrait     |  |
|                       | Christian Rouby                   | PCF            | 5 048        | 15,08        | 7 758       | 23,78       |  |
|                       | Maurice Beaulaton                 | SFIO           | 3 510        | 10,49        | Retrait     | Retrait     |  |
|                       | Fernand Bone                      | UFF            | 1 921        | 5,74         | 2 855       | 8,75        |  |
|                       |                                   |                |              |              |             |             |  |
| Inscrits              | Inscrits                          | Inscrits       | 52 081       | 100,00       | 52 072      | 100,00      |  |
| Abstentions           | Abstentions                       | Abstentions    | 17 315       | 33,25        | 17 339      | 33,3        |  |
| Votants               | Votants                           | Votants        | 34 766       | 66,75        | 34 733      | 66,7        |  |
| Blancs et nuls        | Blancs et nuls                    | Blancs et nuls | 1 294        | 3,72         | 2 113       | 6,08        |  |
| Exprimés              | Exprimés                          | Exprimés       | 33 472       | 96,28        | 32 620      | 93,92       |  |
| Source : Data.gouv.fr |                                   |                |              |              |             |             |  |

#### Deuxième circonscription (Le Mans - Saint-Calais)
| Candidat              | Candidat                 | Parti          | Premier tour | Premier tour | Second tour | Second tour |  |
| Candidat              | Candidat                 | Parti          | Voix         | %            | Voix        | %           |  |
| --------------------- | ------------------------ | -------------- | ------------ | ------------ | ----------- | ----------- |  |
|                       | Robert Manceau élu       | PCF            | 13 466       | 37,53        | 17 333      | 41,97       |  |
|                       | René Hilleret            | UNR-UDT        | 10 494       | 29,25        | 14 032      | 33,97       |  |
|                       | Fernand Poignant sortant | Soc.ind.       | 9 544        | 26,6         | 9 937       | 24,06       |  |
|                       | Émile Bourneuf           | PSU            | 1 473        | 4,11         |             |             |  |
|                       | Georges Provost          | Extrême droite | 902          | 2,51         |             |             |  |
|                       |                          |                |              |              |             |             |  |
| Inscrits              | Inscrits                 | Inscrits       | 58 702       | 100,00       | 58 696      | 100,00      |  |
| Abstentions           | Abstentions              | Abstentions    | 21 460       | 36,56        | 16 643      | 28,35       |  |
| Votants               | Votants                  | Votants        | 37 242       | 63,44        | 42 053      | 71,65       |  |
| Blancs et nuls        | Blancs et nuls           | Blancs et nuls | 1 363        | 3,66         | 751         | 1,79        |  |
| Exprimés              | Exprimés                 | Exprimés       | 35 879       | 96,34        | 41 302      | 98,21       |  |
| Source : Data.gouv.fr |                          |                |              |              |             |             |  |

#### Troisième circonscription (La Flèche)
| Candidat              | Candidat               | Parti          | Premier tour | Premier tour | Second tour | Second tour |  |
| Candidat              | Candidat               | Parti          | Voix         | %            | Voix        | %           |  |
| --------------------- | ---------------------- | -------------- | ------------ | ------------ | ----------- | ----------- |  |
|                       | Édouard Dubreuil       | UNR-UDT        | 10 181       | 33,47        | 16 838      | 49,25       |  |
|                       | Albert Fouet élu       | Radsoc         | 7 391        | 24,3         | 17 348      | 50,75       |  |
|                       | Raymond Dronne sortant | diss. UNR-UDT  | 6 106        | 20,07        | Retrait     | Retrait     |  |
|                       | Henry Lelièvre         | PCF            | 5 847        | 19,22        | Retrait     | Retrait     |  |
|                       | Maurice Boivin         | UFF            | 896          | 2,95         |             |             |  |
|                       |                        |                |              |              |             |             |  |
| Inscrits              | Inscrits               | Inscrits       | 52 793       | 100,00       | 52 761      | 100,00      |  |
| Abstentions           | Abstentions            | Abstentions    | 21 065       | 39,9         | 17 232      | 32,66       |  |
| Votants               | Votants                | Votants        | 31 728       | 60,1         | 35 529      | 67,34       |  |
| Blancs et nuls        | Blancs et nuls         | Blancs et nuls | 1 307        | 4,12         | 1 343       | 3,78        |  |
| Exprimés              | Exprimés               | Exprimés       | 30 421       | 95,88        | 34 186      | 96,22       |  |
| Source : Data.gouv.fr |                        |                |              |              |             |             |  |

#### Quatrième circonscription (Le Mans - Sablé-sur-Sarthe)
|                       | Joël Le Theule sortant réélu | UNR-UDT        | 23 023 | 65,93  |  |  |  |
|                       | Robert Jarry                 | PCF            | 7 100  | 20,33  |  |  |  |
|                       | Ferdinand Legay              | SFIO           | 4 799  | 13,74  |  |  |  |
|                       |                              |                |        |        |  |  |  |
| Inscrits              | Inscrits                     | Inscrits       | 53 802 | 100,00 |  |  |  |
| Abstentions           | Abstentions                  | Abstentions    | 17 541 | 32,6   |  |  |  |
| Votants               | Votants                      | Votants        | 36 261 | 67,4   |  |  |  |
| Blancs et nuls        | Blancs et nuls               | Blancs et nuls | 1 339  | 3,69   |  |  |  |
| Exprimés              | Exprimés                     | Exprimés       | 34 922 | 96,31  |  |  |  |
| Source : Data.gouv.fr |                              |                |        |        |  |  |  |

#### Cinquième circonscription (Mamers)
| Candidat              | Candidat                         | Parti          | Premier tour | Premier tour | Second tour | Second tour |  |
| Candidat              | Candidat                         | Parti          | Voix         | %            | Voix        | %           |  |
| --------------------- | -------------------------------- | -------------- | ------------ | ------------ | ----------- | ----------- |  |
|                       | Michel d'Aillières sortant réélu | CNIP           | 14 196       | 48,48        | 19 507      | 71,2        |  |
|                       | Jacques Charron                  | UNR-UDT        | 6 282        | 21,45        | Retrait     | Retrait     |  |
|                       | Roger Massé                      | PCF            | 4 728        | 16,15        | 7 890       | 28,8        |  |
|                       | Pierre Chauvel                   | Radsoc         | 4 077        | 13,92        | Retrait     | Retrait     |  |
|                       |                                  |                |              |              |             |             |  |
| Inscrits              | Inscrits                         | Inscrits       | 45 385       | 100,00       | 45 370      | 100,00      |  |
| Abstentions           | Abstentions                      | Abstentions    | 14 753       | 32,51        | 15 786      | 34,79       |  |
| Votants               | Votants                          | Votants        | 30 632       | 67,49        | 29 584      | 65,21       |  |
| Blancs et nuls        | Blancs et nuls                   | Blancs et nuls | 1 349        | 4,4          | 2 187       | 7,39        |  |
| Exprimés              | Exprimés                         | Exprimés       | 29 283       | 95,6         | 27 397      | 92,61       |  |
| Source : Data.gouv.fr |                                  |                |              |              |             |             |  |